# Elecciones generales de Ghana de 1992
Elecciones presidenciales y parlamentarias se celebraron en la República de Ghana el 3 de noviembre y el 29 de diciembre respectivamente con el objetivo de restaurar el sistema democrático en el país tras más de diez años de dictadura militar bajo el nombre de Consejo Provisional de Defensa Nacional. El propio dictador Jerry Rawlings fundó su propio partido, el Congreso Nacional Democrático, y organizó un frente electoral de centroizquierda, conocido como "Alianza Progresista", que obtuvo un triunfo abrumador con el 58% de los votos. En segundo lugar quedó el centroderechista Nuevo Partido Patriótico (NPP), que obtuvo el 30% de los votos, formándose el bipartidismo que desde entonces rige la política ghanesa. El expresidente Hilla Limann, que había sido el presidente constitucional previo al golpe de 1981, se presentó nuevamente y obtuvo casi el 7% de los votos, posicionándose en el tercer lugar. La participación fue del 50.20% del electorado registrado, la más baja del período democrático de Ghana.
Tras las elecciones presidenciales, los dos principales partidos de la oposición, el NPP y la Convención Nacional del Pueblo (PNC), denunciaron el resultado y acusaron al gobierno de Rawlings de cometer fraude electoral. Ante la negativa de Rawlings de realizar nuevas elecciones, la oposición boicoteó las elecciones parlamentarias que se celebraron el 29 de diciembre, generando que la participación en estas últimas fuera de tan solo el 28%. El oficialismo obtuvo la totalidad de los escaños, con 189 en manos del NDC, 9 en manos de sus aliados electorales y 2 independientes. La única opositora al gobierno en el Parlamento de 1992 fue Hawa Yakubu, candidata independiente, que posteriormente se uniría al Nuevo Partido Patriótico.

## Antecedentes
El 6 de marzo de 1992, el Jefe de Estado militar Jerry Rawlings, Presidente del Consejo Provisional de Defensa Nacional y gobernante desde 1981, anunció que iniciaría la transición a un gobierno civil para el 7 de enero de 1993. El proceso incluyó un referéndum el 28 de abril para adoptar una nueva Constitución redactada por la Asamblea Consultiva, así como al convocatoria a elecciones generales para finales de 1992. En el referéndum, la nueva constitución fue aprobada con el 92% de los votos. Las presidenciales se realizarían el 3 de noviembre, y las parlamentarias el 8 de diciembre. Rawlings también anunció que la prohibición de la política partidaria se levantaría el 18 de mayo de 1992. Este programa fue criticado por la oposición, representada por el Nuevo Partido Patriótico, que pidió el levantamiento inmediato de la prohibición para que pudieran abierta y legalmente participar en actividades políticas de campaña. Su demanda fue rechazada por Rawlings.

## Campaña presidencial y boicot parlamentario
Las elecciones se celebraron en un momento en que la economía ghanesa se estaba recuperando como resultado de las reformas de ajuste estructural implementadas por el régimen de Rawlings. Se había logrado la estabilidad financiera y se había inyectado dinero fresco de fuentes externas en la economía, permitiendo la renovación de carreteras y la introducción de agua y electricidad en zonas rurales. Las políticas de Rawlings recibieron elogios del Banco Mundial y de otras instituciones financieras internacionales.
El 3 de noviembre se realizó la elección presidencial, y Rawlings obtuvo un sólido triunfo con más del 58% de los votos. El candidato del NPP, Albert Abu Boahen, lo acusó de manipulación generalizada e irregularidades y pidió que se investigaran estas presuntas prácticas ilegales. Se desataron disturbios después de conocerse los resultados. Los observadores electorales internacionales, sin embargo, sostuvieron que las elecciones habían sido en gran parte libres y justas, a pesar de una serie de problemas administrativos. En Acra y Tema se produjeron algunos pequeños atentados, los cuales fueron atribuidos a los partidos de oposición. Los cuatro partidos opositores que habían disputado las elecciones presidenciales (Convención Nacional del Pueblo, Partido de la Independencia Nacional, Partido de la Herencia Popular y Nuevo Partido Patriótico) decidieron boicotear la elección legislativa a pesar de los intentos del grupo de observadores de la Mancomunidad de Naciones de persuadirlos.

## Elecciones presidenciales

### Resultado general
|  | 58.40 % |

|  | 30.29 % |

|  | 6.70 % |

|  | 2.86 % |

|  | 1.76 % |

|  | 96.37 % |

|  | 3.63 % |

|  | 100 % |

|  | 50.20 % |

### Resultados por región
| Región                                                         | Jerry Rawlings, hablando en la Facultad de Derecho de Oxford | Jerry Rawlings, hablando en la Facultad de Derecho de Oxford |                       |                       | Hilla Limann     | Hilla Limann     |                   |                   |                      |                      |
| Región                                                         |                                                              |                                                              |                       |                       |                  |                  |                   |                   |                      |                      |
| Región                                                         | Jerry Rawlings NDC                                           | Jerry Rawlings NDC                                           | Albert Adu Boahen NPP | Albert Adu Boahen NPP | Hilla Limann NCP | Hilla Limann NCP | Kwabena Darko NIP | Kwabena Darko NIP | Emmanuel Erskine PHP | Emmanuel Erskine PHP |
| Región                                                         | Votos                                                        | %                                                            | Votos                 | %                     | Votos            | %                | Votos             | %                 | Votos                | %                    |
| Ashanti                                                        | 234.237                                                      | 32.87%                                                       | 431.380               | 60.54%                | 17.620           | 2.47%            | 25.298            | 3.55%             | 4.049                | 0.57%                |
| Brong-Ahafo                                                    | 243.361                                                      | 61.95%                                                       | 116.041               | 29.54%                | 20.646           | 5.26%            | 8.979             | 2.29%             | 3.837                | 0.98%                |
| Central                                                        | 222.092                                                      | 66.49%                                                       | 86.683                | 25.95%                | 6.308            | 1.89%            | 11.631            | 3.48%             | 7.312                | 2.19%                |
| Oriental                                                       | 288.726                                                      | 57.26%                                                       | 190.327               | 37.75%                | 9.747            | 1.93%            | 11.730            | 2.33%             | 3.663                | 0.73%                |
| Gran Acra                                                      | 270.825                                                      | 53.37%                                                       | 188.000               | 37.05%                | 22.027           | 4.34%            | 20.731            | 4.09%             | 5.861                | 1.16%                |
| Norte                                                          | 203.004                                                      | 62.97%                                                       | 52.539                | 16.30%                | 35.452           | 11.00%           | 4.682             | 1.45%             | 26.715               | 8.29%                |
| Alta Oriental                                                  | 108.999                                                      | 53.97%                                                       | 21.164                | 10.48%                | 65.644           | 32.51%           | 2.791             | 1.38%             | 3.348                | 1.66%                |
| Alta Occidental                                                | 66.049                                                       | 50.96%                                                       | 11.535                | 8.90%                 | 48.075           | 37.09%           | 2.329             | 1.80%             | 1.612                | 1.24%                |
| Volta                                                          | 446.365                                                      | 93.24%                                                       | 17.295                | 3.61%                 | 7.431            | 1.55%            | 3.534             | 0.74%             | 4.105                | 0.86%                |
| Occidental                                                     | 239.477                                                      | 60.74%                                                       | 89.800                | 22.78%                | 33.760           | 8.56%            | 21.924            | 5.56%             | 9.325                | 2.37%                |
| Fuente: African Elections Database, 1992 presidential election |                                                              |                                                              |                       |                       |                  |                  |                   |                   |                      |                      |

## Elecciones parlamentarias

### Resultado electoral
|  | 77.53 % |

|  | 19.24 % |

|  | 0.51 % |

|  | 2.71 % |

|  | 95.30 % |

|  | 4.70 % |

|  | 100 % |

|  | 28.07 % |

### Distribución de escaños por región
| Partido               | Partido        | Ashanti | Brong-Ahafo | Central | Oriental | Gran Acra | Norte | Alta Oriental | Alta Occidental | Volta | Occidental | Total escaños |
| --------------------- | -------------- | ------- | ----------- | ------- | -------- | --------- | ----- | ------------- | --------------- | ----- | ---------- | ------------- |
|                       | NDC            | 33/33   | 20/21       | 16/17   | 20/24    | 22/22     | 23/23 | 11/12         | 8/8             | 18/19 | 16/19      | 189/200       |
|                       | NCP            |         |             | 1/21    | 3/24     |           |       |               |                 | 1/19  | 3/19       | 8/200         |
|                       | EGLE           |         |             |         | 1/24     |           |       |               |                 |       |            | 1/200         |
|                       | Independientes |         | 1/21        |         |          |           |       | 1/12          |                 |       |            | 2/200         |
| Total                 | Total          | 33      | 21          | 17      | 24       | 22        | 23    | 12            | 8               | 19    | 19         | 200           |
| Fuente: Nohlen et al. |                |         |             |         |          |           |       |               |                 |       |            |               |

## Consecuencias
Después de la elección legislativa, los cuatro principales partidos políticos que la boicotearon anunciaron que reconocían las diversas instituciones democráticas creadas bajo la nueva Constitución y estaban dispuestos a participar en el proceso político fuera del Parlamento. Tras las protestas opositoras, el gobierno de Rawlings realizó varias reformas electorales, destinadas a evitar el fraude electoral, en particular el uso de urnas transparentes, la emisión de tarjetas de identificación de votantes y el uso de tinta indeleble (que durara un mes) para marcar a las personas que habían sido registradas para evitar el voto doble.
El 7 de enero de 1993, Rawlings asumió el cargo de Presidente de la República, inaugurando así la Cuarta República. Tras la aprobación parlamentaria, el nuevo gabinete del Presidente Rawlings, de treinta y cinco miembros (más de la mitad de ellos miembros del parlamento) juró su cargo el 22 de marzo.